# Slag om Gembloers (1940)
De Slag om Gembloers was een veldslag tussen Franse en Duitse troepen in mei 1940 tijdens de Tweede Wereldoorlog. Op 10 mei 1940 viel Legergroep A van de Wehrmacht, Luxemburg, Nederland en België binnen volgens het invasieplan Fall Gelb. De geallieerde legers probeerden het Duitse leger te stoppen in België, in de veronderstelling dat daar de Duitse hoofdmacht oprukte. Nadat de geallieerden van 10 tot en met 12 mei hun beste strijdkrachten in België hadden ingezet, begonnen de Duitsers aan de tweede fase van hun offensief, bestaande uit een doorbraak in de Ardennen, en rukten ze op naar het Kanaal, waardoor de geallieerden in België ingesloten werden.